# Louis Abel-Truchet
Pour les articles homonymes, voir Abel (homonymie), Truchet et Abel-Truchet.
Louis Abel-Truchet, né le 29 décembre 1857 à Versailles et mort le 9 septembre 1918 à Auxerre, est un peintre et affichiste français.

## Biographie
Élève de Benjamin Constant et de Jules Lefebvre à l'Académie Julian à Paris, Louis Abel-Truchet a réalisé de nombreuses toiles de la vie parisienne nocturne au tournant des XIXe et XXe siècles, ainsi que des paysages et des scènes de genre. Ses toiles sont traitées dans un style post-impressionniste. L'artiste s'intéresse notamment aux loisirs courants de la Belle Époque, comme dans Femme en bateau, conservé au musée des Beaux-Arts de Reims, où il représente une jeune femme profitant d'une promenade sur un cours d'eau.
En 1907, il fonde la Société des humoristes avec Louis Vallet.
Il est proche des Gallé, famille bourgeoise de Creil. Il a offert plusieurs toiles à l'amateur Ernest Gallé, qu'il nomme son "oncle" sans qu'il existe de lien de parenté, et à Auguste Gallé.
Il a peint des décors pour des revues de cabarets montmartrois avec Joseph Faverot.
Peintre paysagiste et de scènes de genre, il a beaucoup peint et gravé des planches sur Montmartre, a participé aux « Vachalcades » du Cabaret des Quat'z'Arts et fut l'auteur de plusieurs chars.
Abel-Truchet est nommé chevalier de la Légion d'honneur en 1911.
Lors de la Première Guerre mondiale, il fut engagé volontaire comme lieutenant territorial au 1er régiment du génie en 1914. L'armée utilisa ses compétences d'artiste peintre en le nommant au poste d'adjoint de Guirand de Scevola, chef de la section de camouflage. Abel-Truchet dirigea l'atelier central de cette formation à Paris. Pendant la guerre, il publie des caricatures dans la presse et notamment Le Petit Journal.
Il meurt des suites d'une blessure de guerre peu avant la fin des hostilités.
Après sa mort, sa veuve, Julia Abel-Truchet, reprend les pinceaux de son mari à qui elle a succédé à l'atelier et connaît le succès avec ses portraits et ses vues de jardin en fleurs.

## Œuvres dans les collections publiques
- Creil, musée Gallé-Juillet
  - Vue d'une entrée de village, Rieux[7]
  - La gardeuse d'oies[8]
  - Troupe d'oies dans une rue de village[9]
  - Paysage[10]
  - Champs[11]
  - Rieux (Oise)[12]
  - Les dominatiers[13]

- Grenoble, musée de Grenoble, Venise, jour de visite à l'hôpital[14] ;
- Le Havre, musée d'art moderne André-Malraux : Paysage Basque[15] ;
- Paris, musée Carnavalet :
  - Scène de rue[16] ;
  - Le Gaumont Palace illuminé dans la nuit (1911)[17] ;
  - Le chalet du château de Madrid au bois de Boulogne ;
- Pau, musée des beaux-arts : Vue du cimetière Saïd-Ahmed-el-Kébir à Blida[18].
- Reims, musée des Beaux-Arts : 
  - Femme en bateau[19]
  - Fleurs
  - Pergola ; jardin fleuri
- Mairie d'Épinay-sur-Seine : 4 grands panneaux marouflés dans la salle du conseil municipal, réalisées en 1912 et représentant les quatre saisons, ainsi qu'un cinquième, fragmenté, représentant le paysage des berges de Seine..

## Œuvres éditées

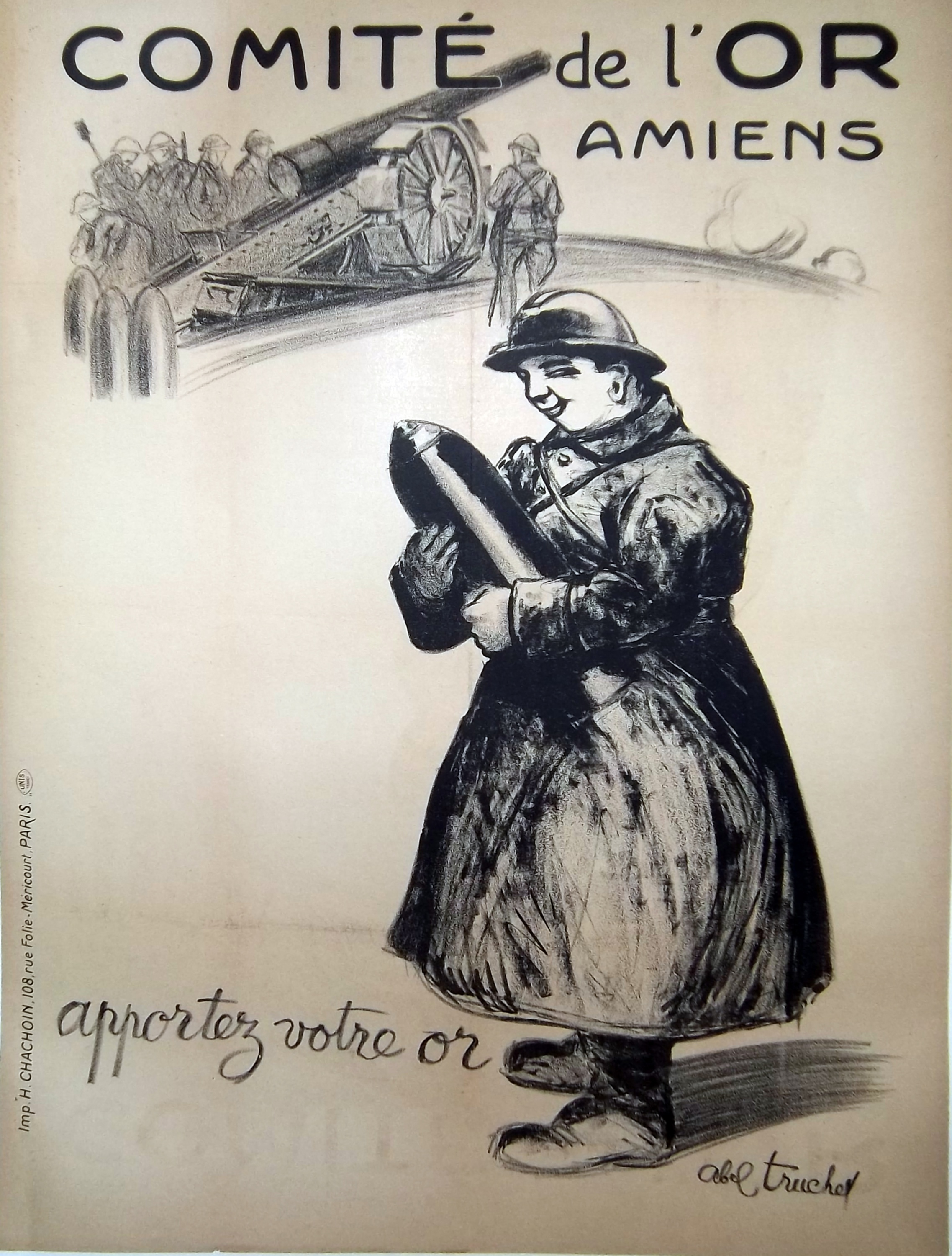
Affiche pour le Comité de l’or Amiens, v. 1914-18.

### Affiches
- Horloge Abdala (1890)[20] ;
- Eldorado. Alice Berthier (1890)[21] ;
- Le Pneumatique Morel (1895)[22] ;
- The Horse Shoe, english and american bar (1895)[23].

### Estampes
- La Fumée, puis la flamme, programme pour le Théâtre Libre, saison 1892-93, lithographie en couleurs su vélin crème[24].

## Galerie

Œuvres de Louis Abel-Truchet
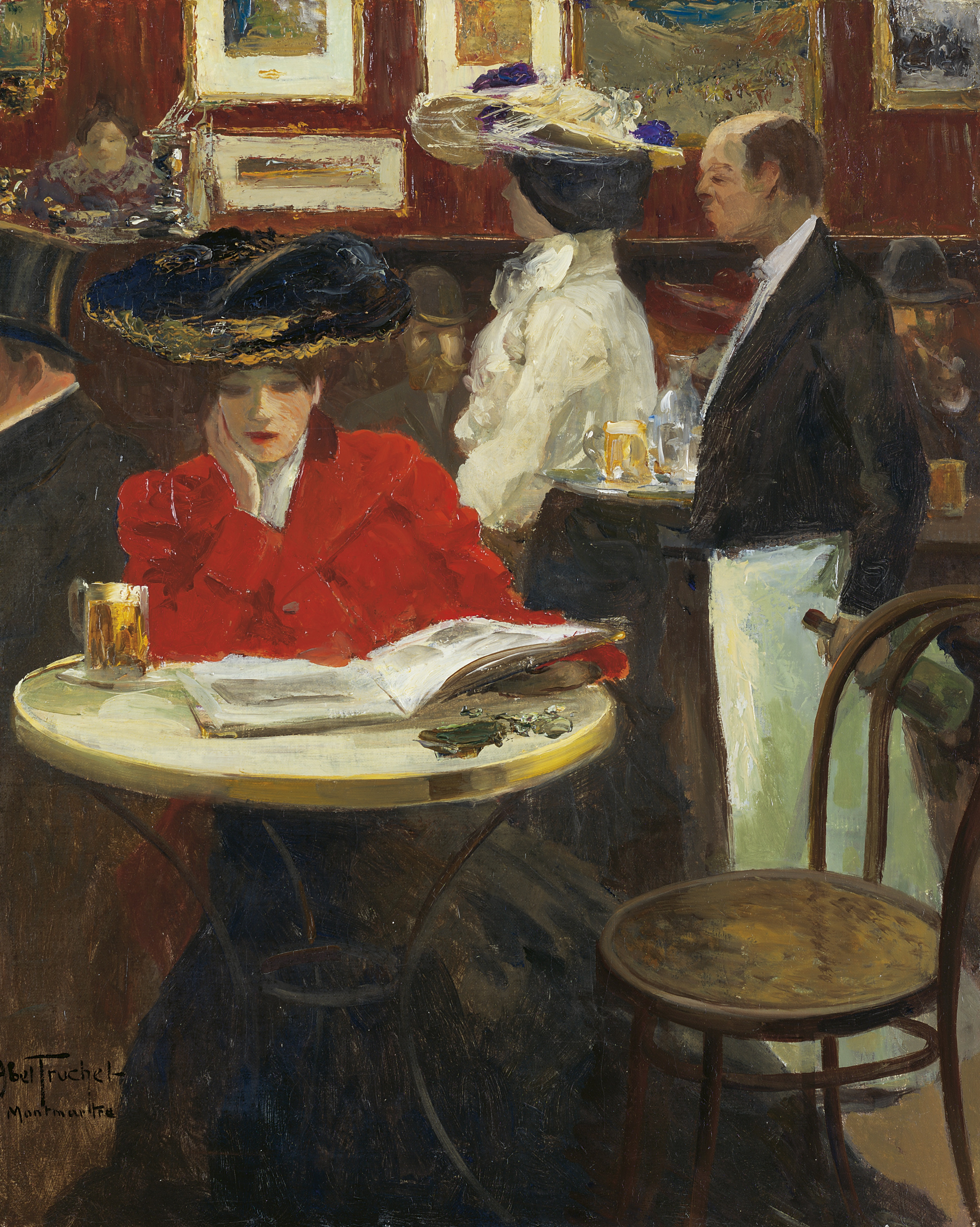
Le Lapin Agile
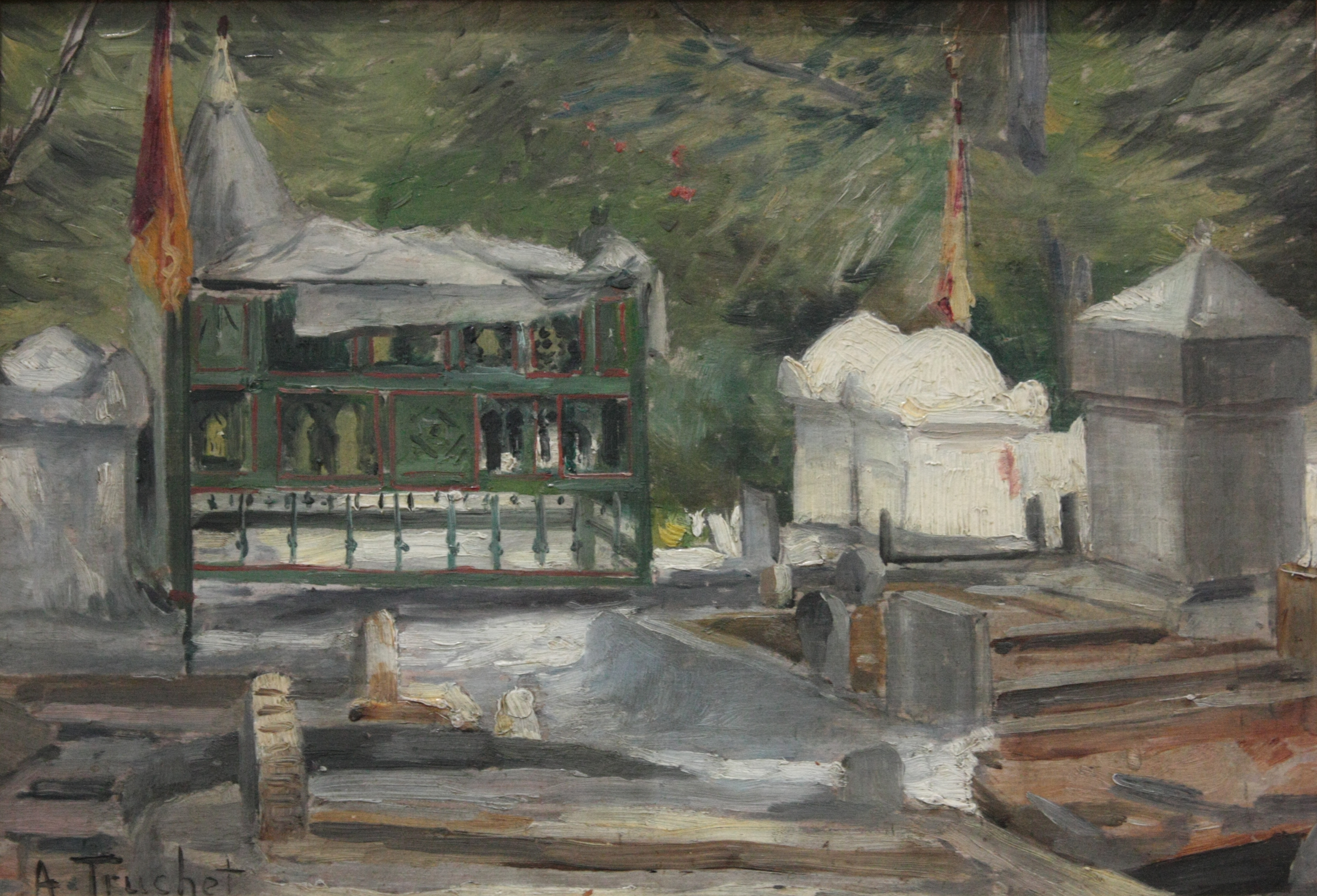
Vue du cimetière
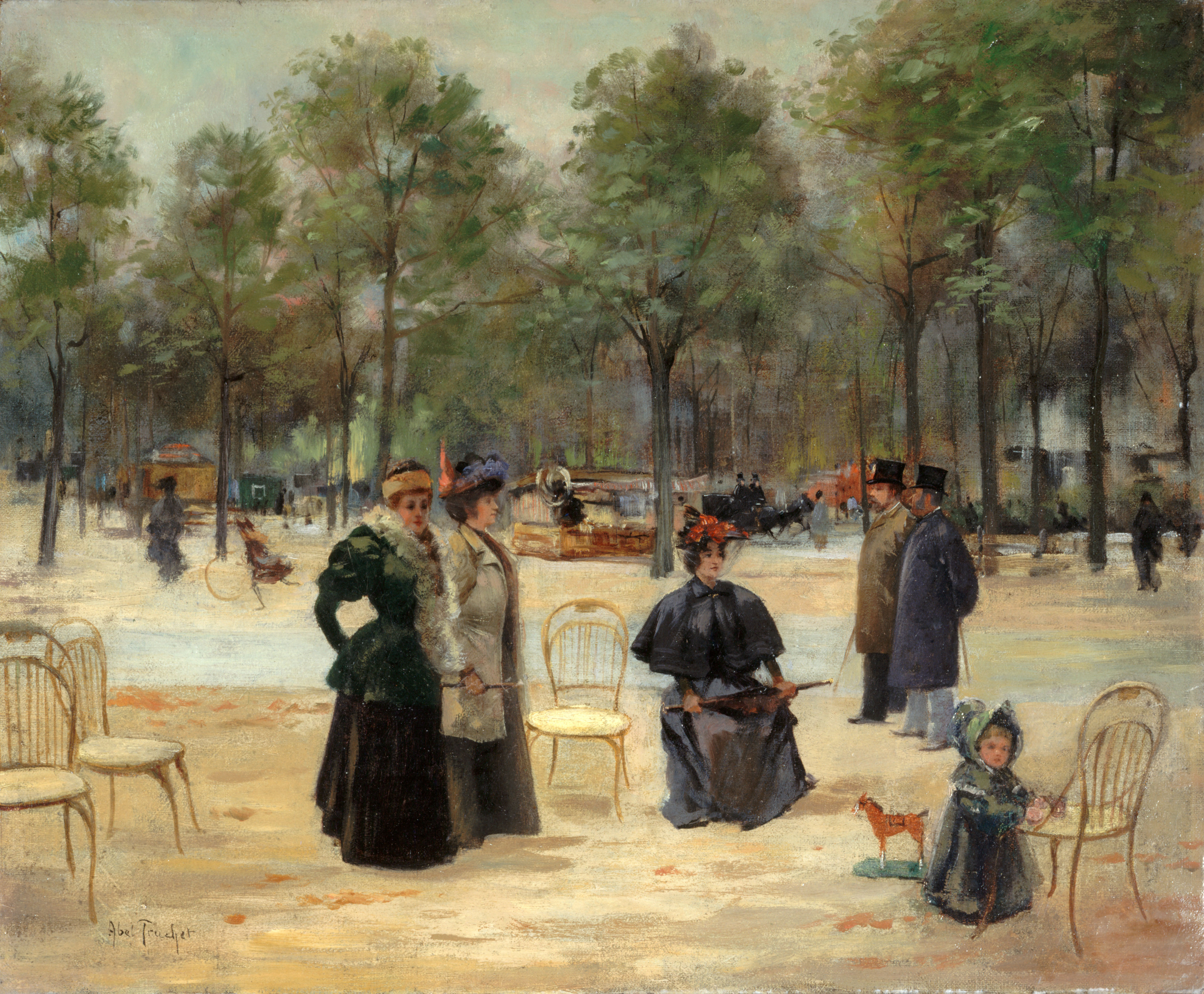
Aux Champs-Elysées
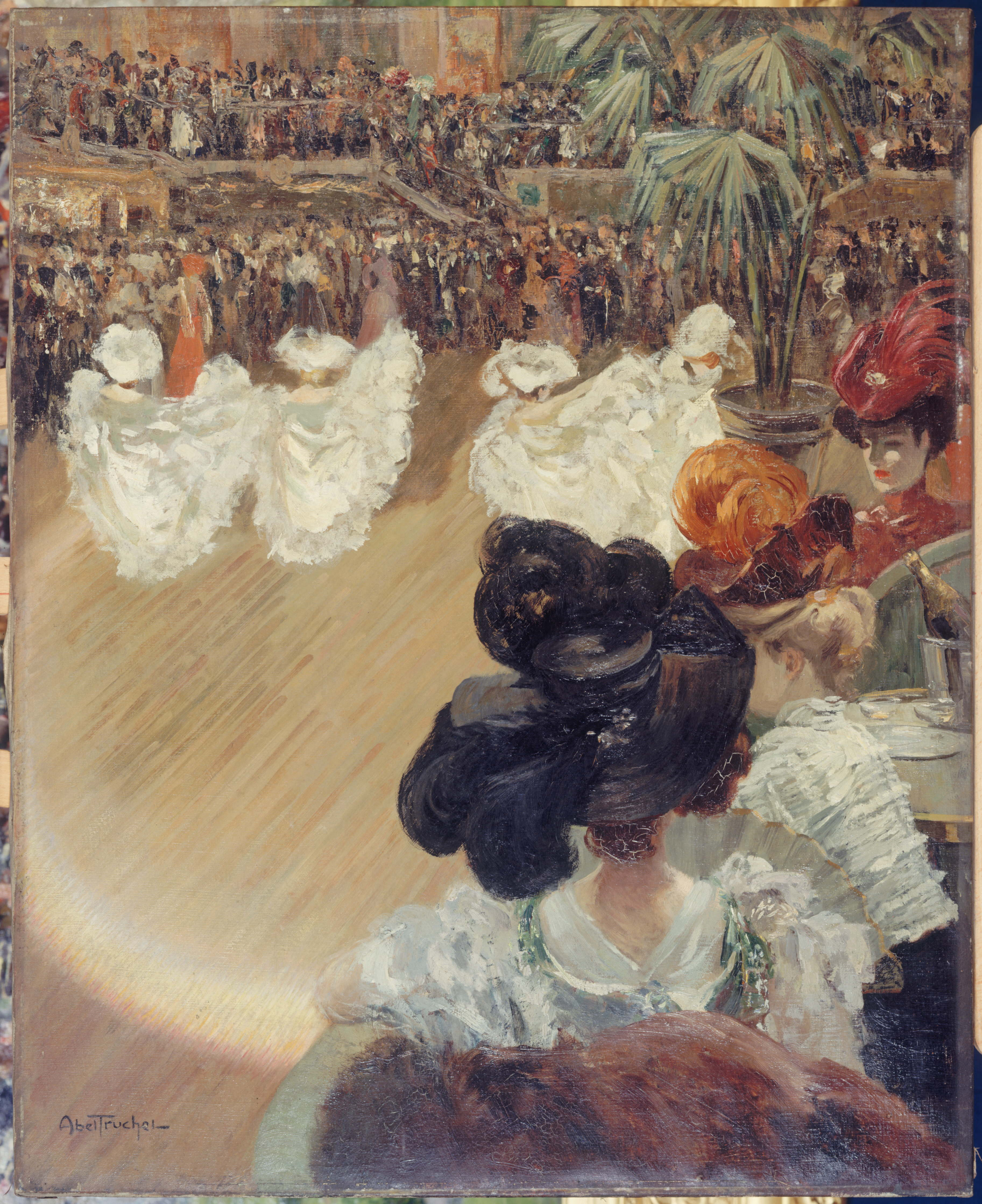
Quadrille au bal Tabarin
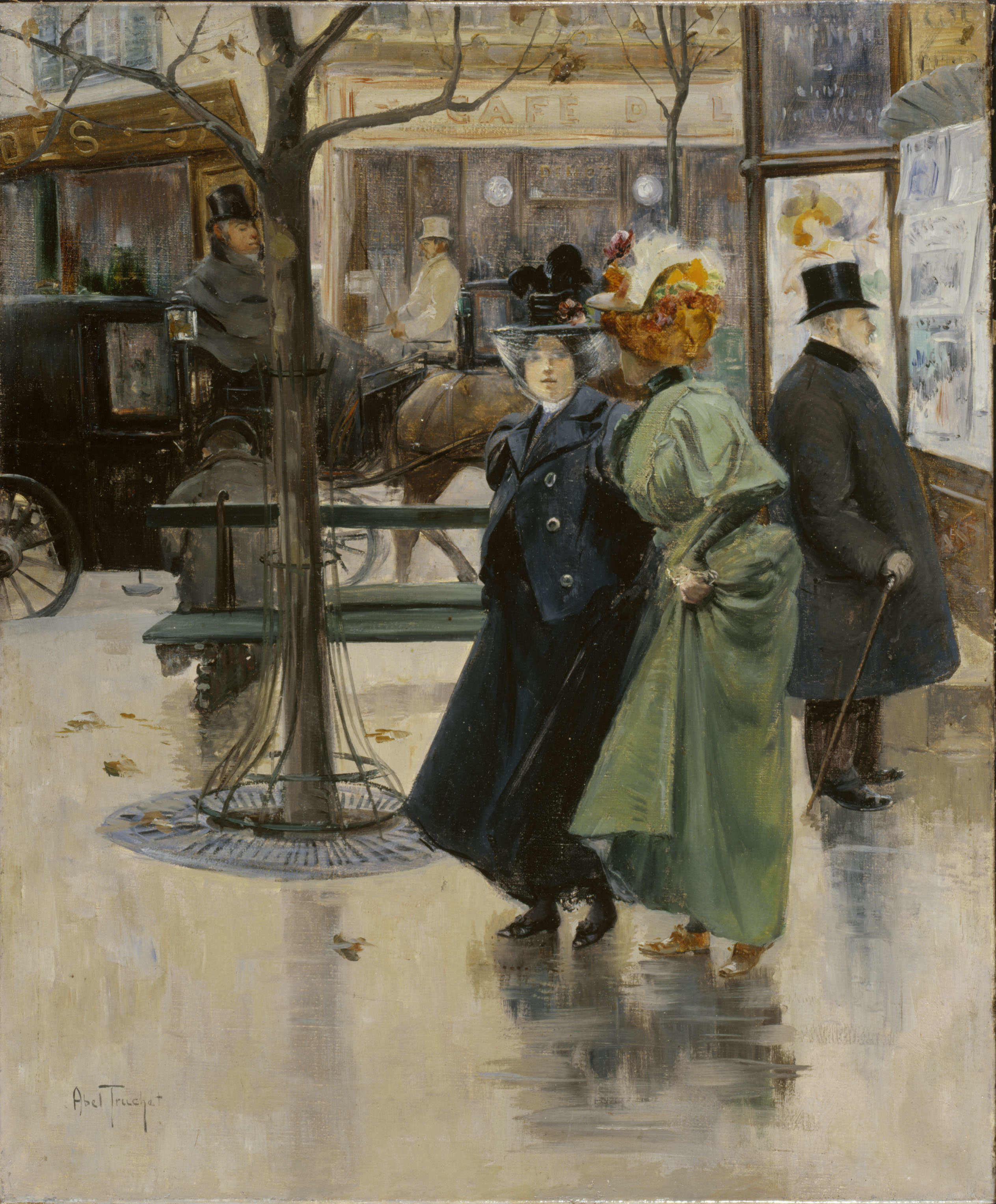
Sur les Boulevards
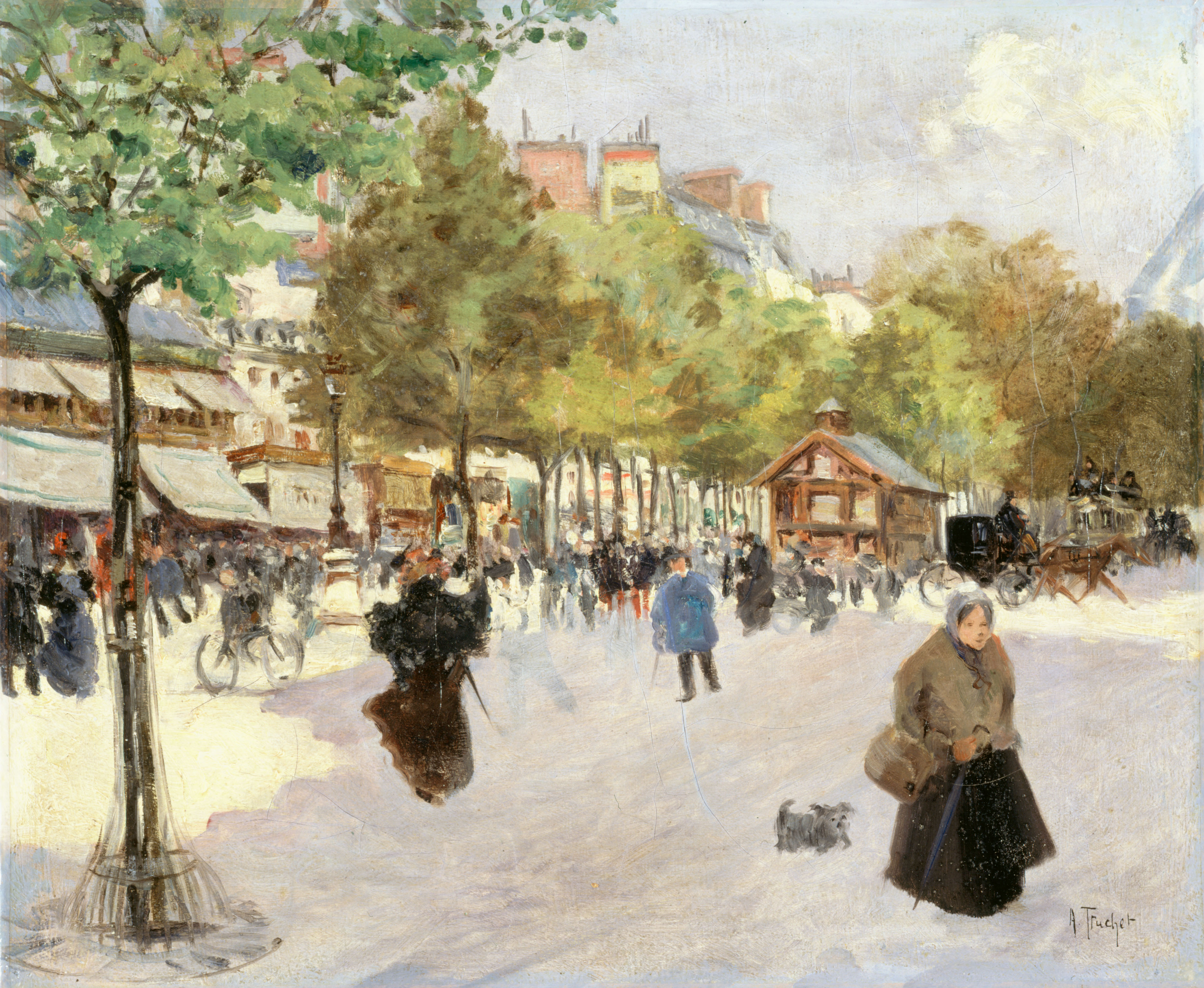
Le boulevard de Clichy
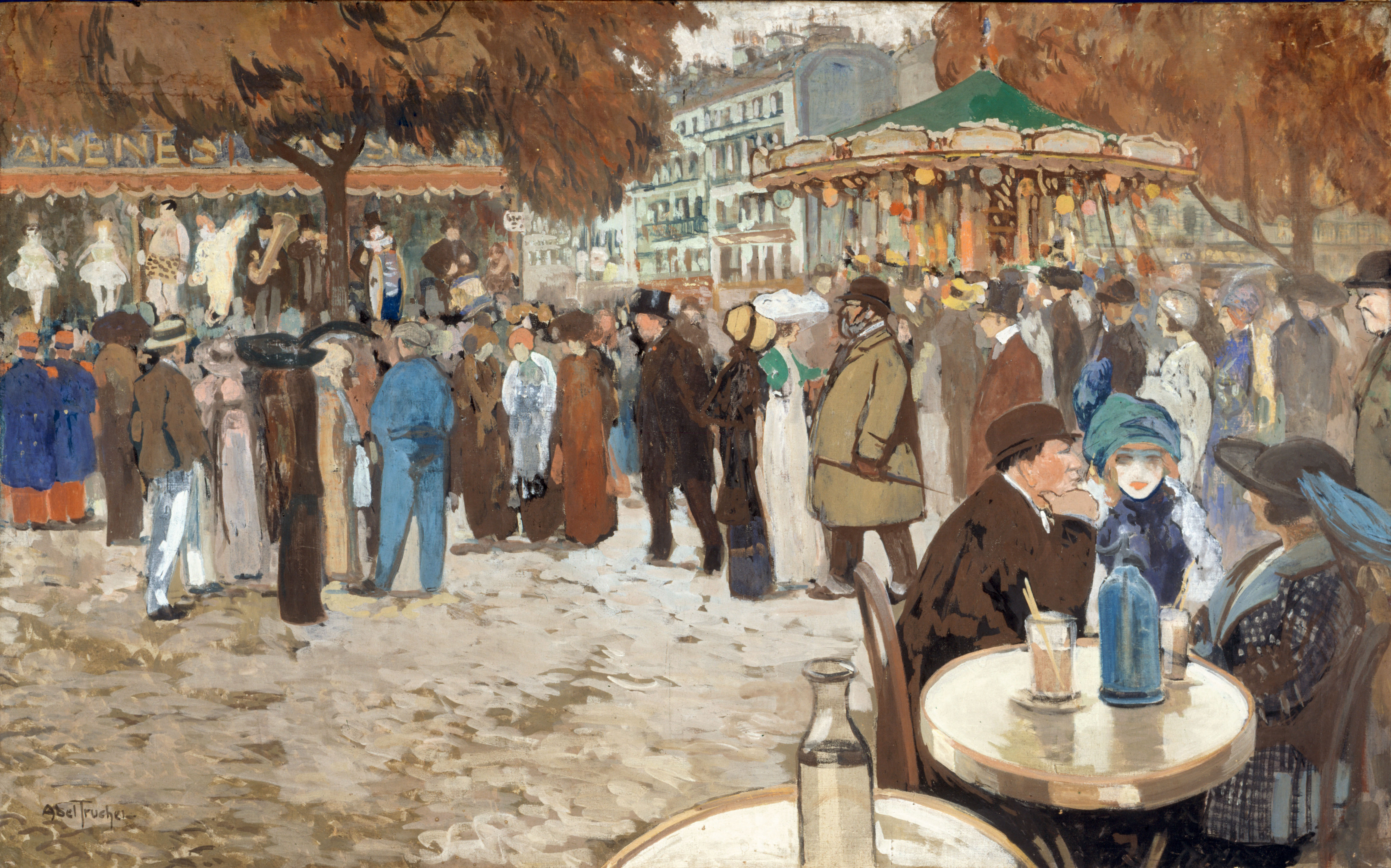
Fête foraine, boulevard de Clichy
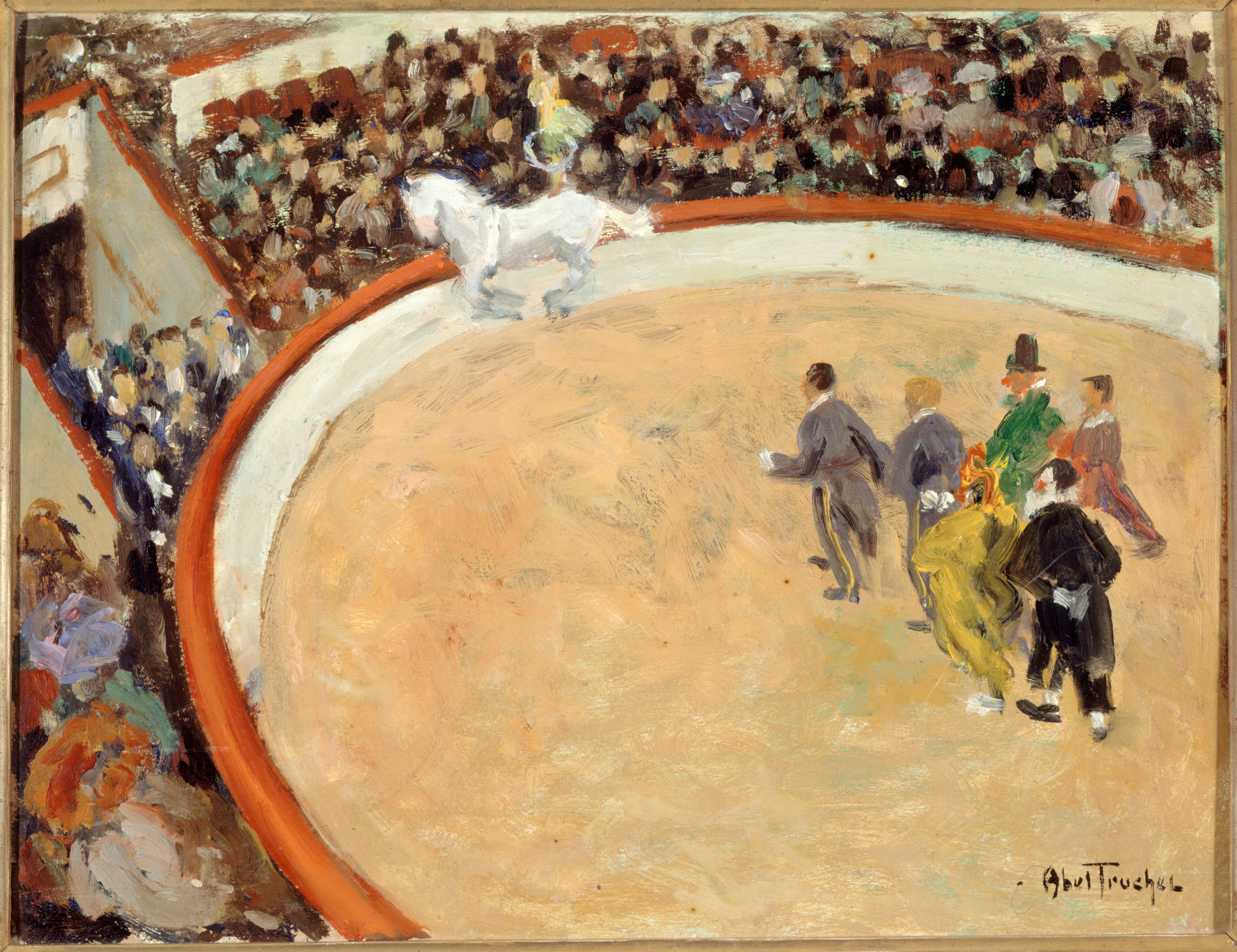
Le cirque Médrano, boulevard Rochechouard
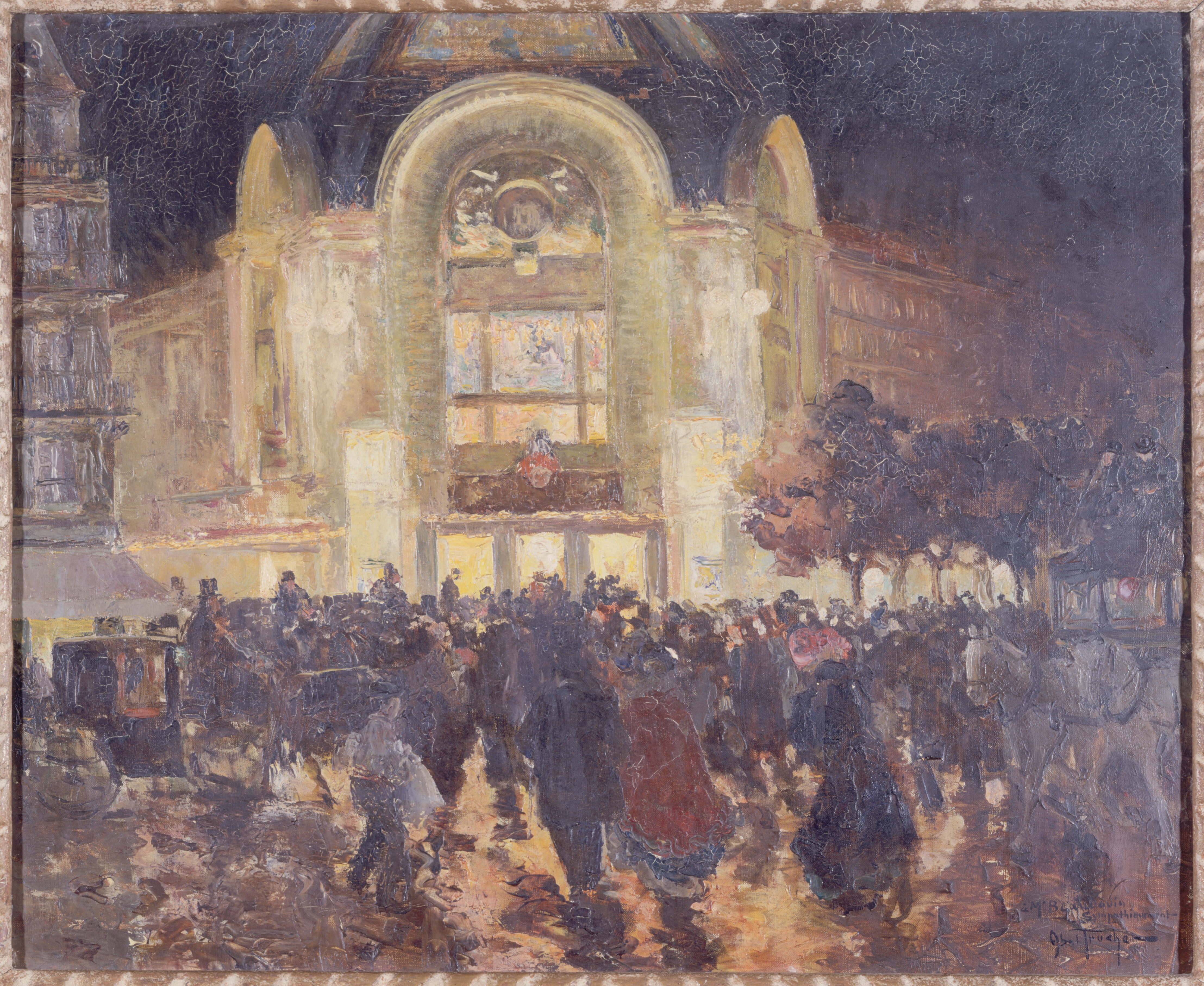
Le cinéma Gaumont-Palace, place de Clichy, v. 1913
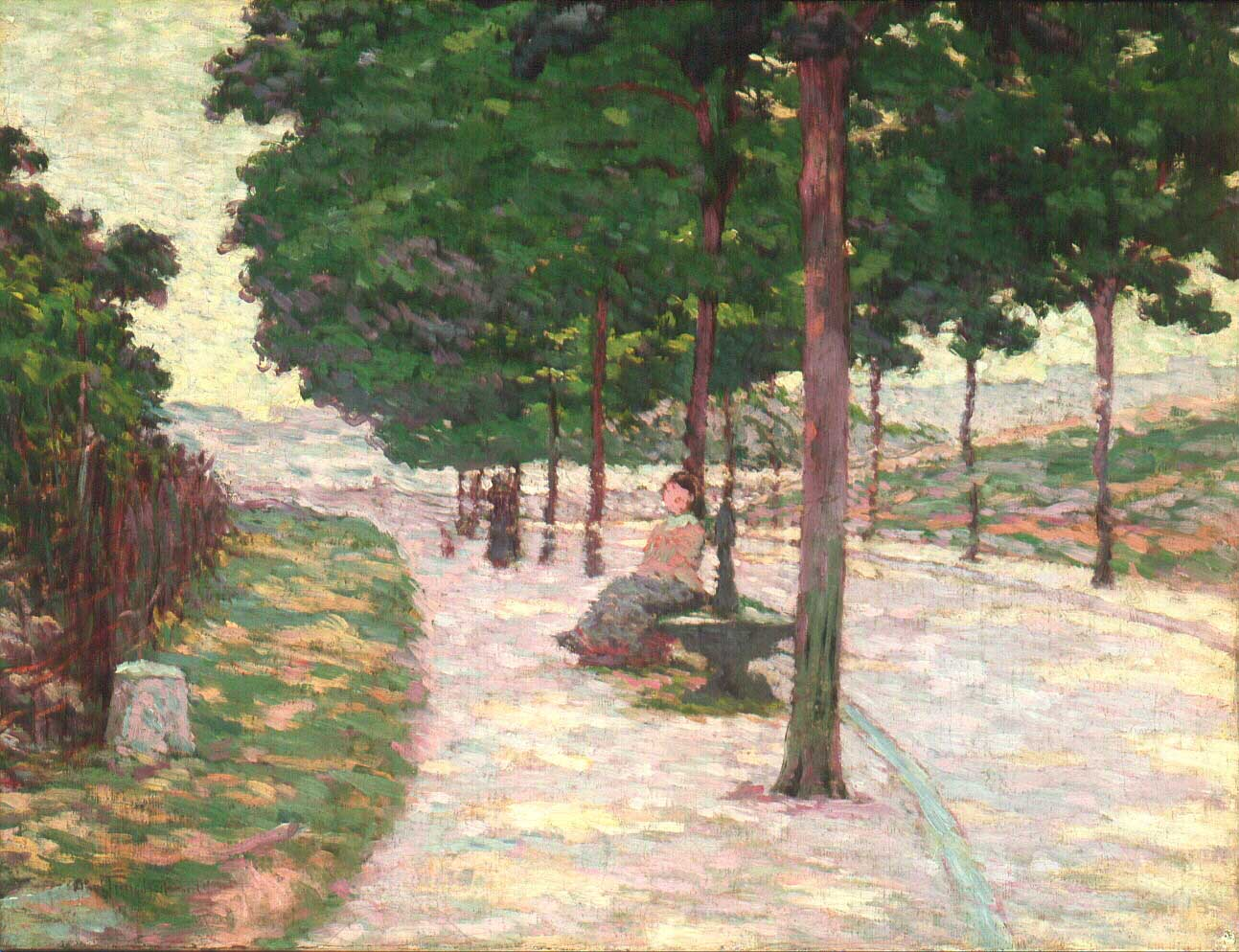
Paysage
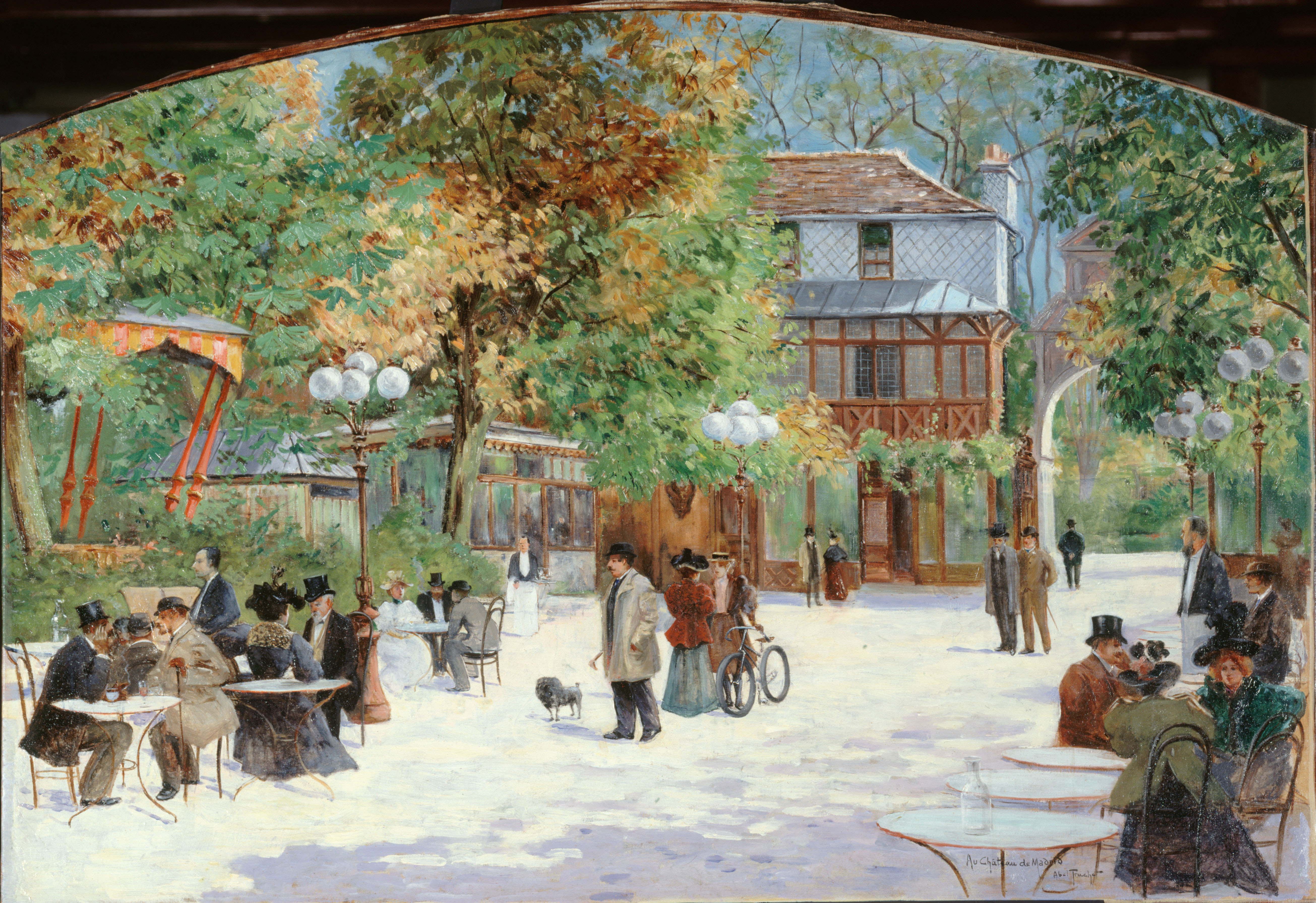
Au Chalet du Château de Madrid, au Bois de Boulogne, v. 1900
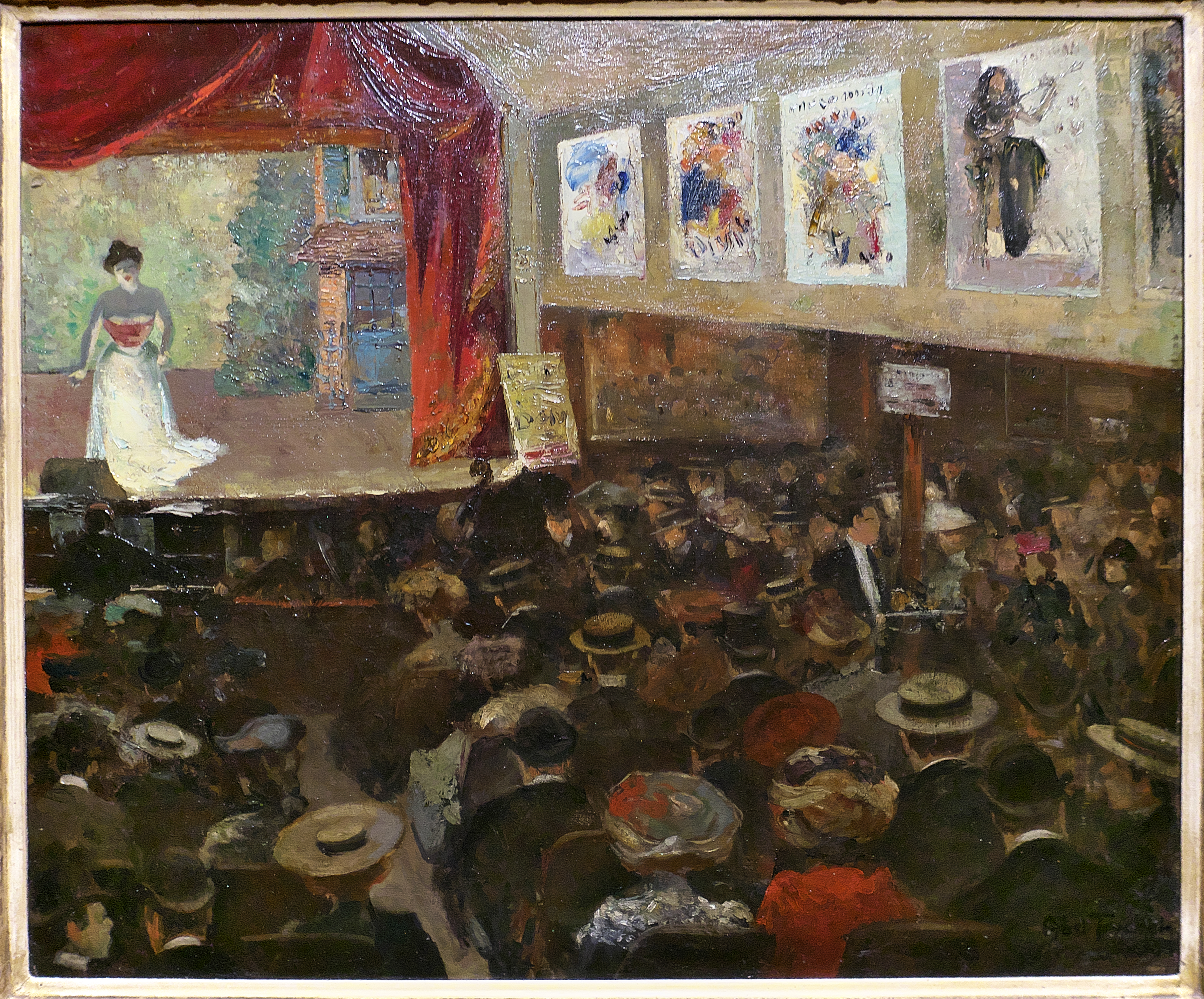
Le café-concert
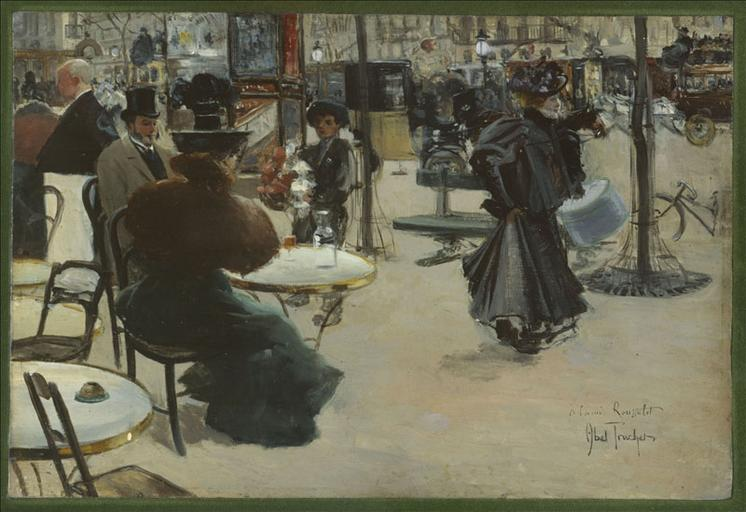
Scène de rue
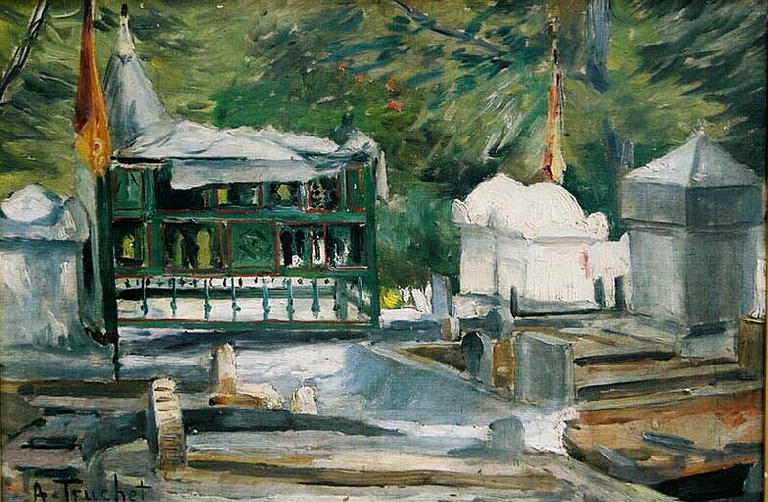
Cimetière Saïd-Ahmed-el-Kébir
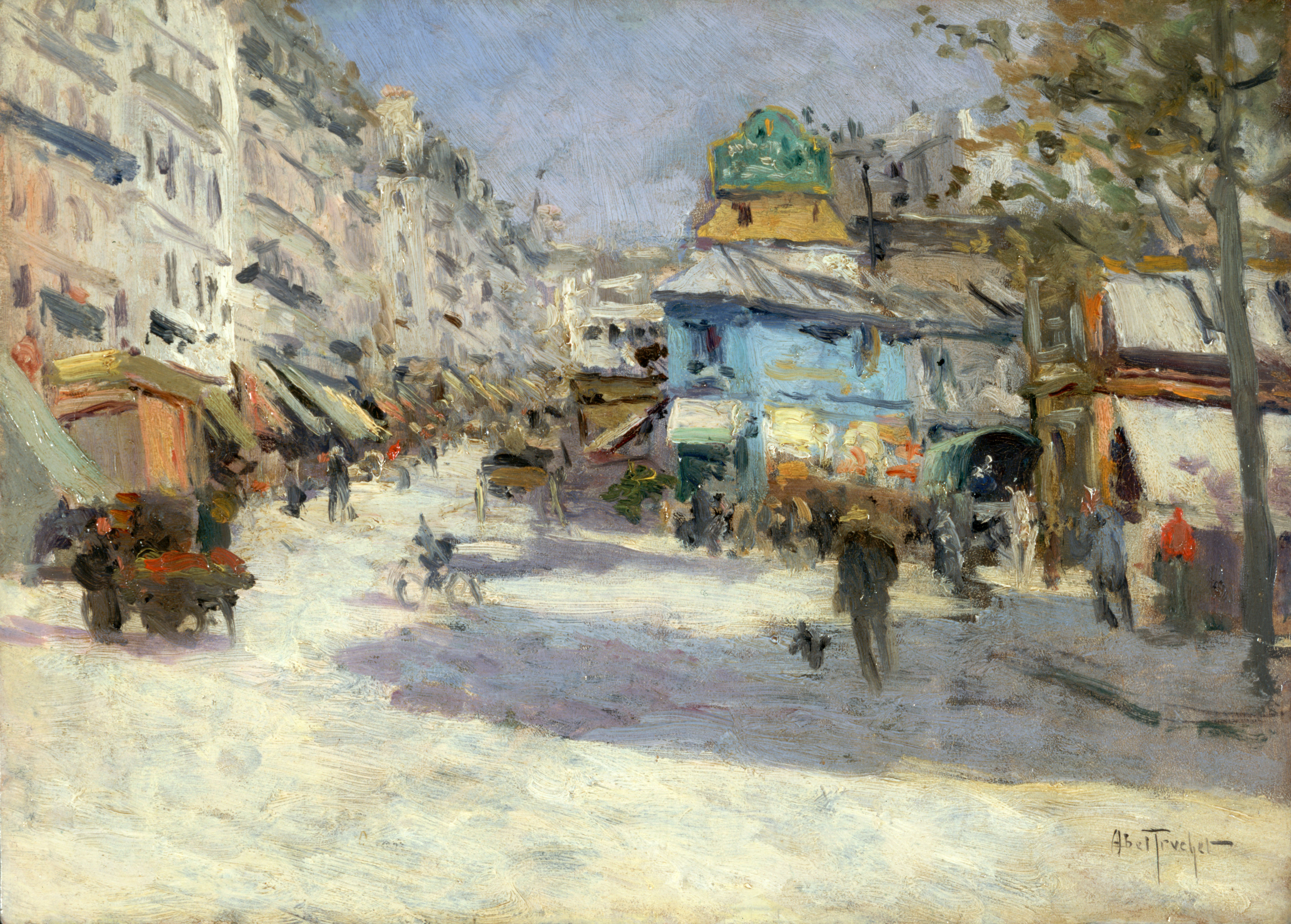
La rue Lepic, l'angle de la rue Puget et la place Blanche